# Бене-Ваджіенна
Бене-Ваджіенна (італ. Bene Vagienna, п'єм. Bene) — муніципалітет в Італії, у регіоні П'ємонт,  провінція Кунео.
Бене-Ваджіенна розташоване на відстані близько 480 км на північний захід від Рима, 60 км на південь від Турина, 30 км на північний схід від Кунео.
Населення — 3693 особи (2014).
Щорічний фестиваль (Si festeggia San Gottardo) відбувається другої неділі травня. Покровитель — San Gottardo.

## Демографія
Населення за роками:

Станом на 1 січня 2023 року в муніципалітеті офіційно проживало 400 іноземців з 39 країн, серед них 159 громадян країн Євросоюзу та 16 громадян України.

## Сусідні муніципалітети
- Карру
- Фоссано
- Лекуїо-Танаро
- Мальяно-Альпі
- Нарцоле
- Пьоццо
- Сальмоур
- Триніта